# Carex mollissima
Carex mollissima är en halvgräsart som beskrevs av Christ och Nils Johan Wilhelm Scheutz. Carex mollissima ingår i släktet starrar, och familjen halvgräs. Inga underarter finns listade i Catalogue of Life.